# Andora
Andora, Księstwo Andory (kat. Principat d’Andorra [prinsiˈpat dənˈdorə]), nazwa historyczna (tradycyjna): Doliny Andory (kat. Les Valls d’Andorra) – małe państwo w południowo-zachodniej Europie, bez dostępu do morza. Leży w Pirenejach, granicząc od północy z Francją, a od południa z Hiszpanią.

## Geografia
Andora to kraj leżący w Pirenejach i całkowicie pokryty górami. Ma powierzchnię 468 km². Średnia wysokość terenu to 1996 m n.p.m. Na licznych zboczach często występują wysokogórskie łąki i lasy. Najwyższy punkt w państwie to szczyt góry Pic Alt de la Coma Pedrosa (2946 m n.p.m.), najniższym jest Riu Runer, który leży w pobliżu granicy z Hiszpanią na wysokości 840 m n.p.m. Najdłuższą rzeką jest Valira, będąca dopływem hiszpańskiej rzeki Segre.
Andora dzieli się na 7 parafii (kat. parròquia).
Najważniejsze miejscowości tego kraju to:
- Andora – 19,6 tys. mieszk.
- Escaldes-Engordany – 14,0 tys. mieszk.
- Sant Julià de Lòria – 7,7 tys. mieszk.
- Encamp – 7,5 tys. mieszk.
- La Massana – 5,0 tys. mieszk.
- Santa Coloma – 3,0 tys. mieszk.
- Ordino – 3,0 tys. mieszk.
- Pas de la Casa – 2,4 tys. mieszk.

W Andorze panuje klimat podzwrotnikowy śródziemnomorski.
Do zasobów naturalnych kraju zalicza się żelazo, miedź, ołów, marmur i drewno.

### Granice

Mapa topograficzna Andory

Andora graniczy z dwoma państwami:

 Hiszpanią – 63 km (na południu, południowym wschodzie i zachodzie)
 Francją – 55 km (na północy, północnym wschodzie i północnym zachodzie)

## Historia
W nagrodę za waleczność mieszkańców podczas walk z Maurami Karol Młot nadał Andorze prawa miejskie. Następnie stała się ona lennem hrabiów Urgell, aby ostatecznie w 1133 r. przejść pod władanie biskupa z La Seu d’Urgell. W XII wieku była przedmiotem sporu pomiędzy biskupami a ich francuskimi sąsiadami z północy, hrabiami z Foix. W 1278 r. udało się rozwiązać konflikt – na mocy zawartego porozumienia biskup i hrabia zostali współrządcami. Andora natomiast zobowiązała się płacić obu stronom daniny: biskupom Urgell w wysokości 460 peset rocznie, hrabiom Foix w wysokości 960 franków rocznie. W 1419 r. na wniosek ludności Andory został powołany lokalny parlament nazywany Radą Terytorialną (Consell de la Terra), nazywany również Radą Dwudziestu Czterech, który później został przekształcony w Radę Generalną (Consell General). W 1607 król Henryk IV, hrabia Foix wydał edykt, na mocy którego przekazał swe prawa do współrządzenia Andorą francuskiemu władcy. Rewolucja francuska spowodowała utratę zwierzchnictwa Francji nad Andorą – jej jedynym władcą pozostawał biskup Urgell. Determinacja lokalnej ludności doprowadziła jednak do wydania przez Napoleona I dekretu, na mocy którego zwierzchnik państwa francuskiego ponownie zarządzał Andorą wraz z biskupem.
W okresie 1812–1813 Cesarstwo Francuskie zajęło Katalonię i podzieliło ją na cztery departamenty. Wówczas Andora weszła w skład jednego z nich (départament de Sègre). W 1933 r. Francja zajęła Andorę wobec społecznych zamieszek przed wyborami.
11 lipca 1934 r. rosyjski awanturnik Boris M. Skosyriew ogłosił się Borisem I, niepodległym królem Andory, równocześnie ogłaszając wojnę przeciwko biskupowi z Urgell. 20 lipca został aresztowany przez policję hiszpańską i wydalony z Hiszpanii. W latach 1936–1940 w Andorze stacjonował francuski garnizon, aby przeciwdziałać wpływom hiszpańskiej wojny domowej.
W czasie II wojny światowej Andora pozostawała neutralna. Pozostawiona w stanie pewnej izolacji Andora była niejako poza głównym nurtem europejskiej historii. W ostatnich czasach, dzięki kwitnącej turystyce oraz rozwojowi handlu, udało się jej wyjść z tej izolacji oraz gruntownie zmienić swój system polityczny w 1993 roku, gdy została członkiem ONZ. W tym samym roku w wyniku referendum przyjęta została pierwsza konstytucja tego kraju.

## Etymologia nazwy
Nazwa Andora wywodzi się prawdopodobnie z nawarryjskiego słowa anduriall, oznaczającego kraj pokryty zaroślami; według innych teorii jest pochodzenia baskijskiego.
Legendarne pochodzenie nazwy kraju wiązane jest z wymienianym w Starym Testamencie miastem Endor, a jej upowszechnienie przypisuje się bądź Saracenom, którzy schronili się w tutejszych górach, uciekając ku północy, bądź Ludwikowi Pobożnemu, synowi Karola Wielkiego. Miał on ujrzeć w krajobrazie dolin Andory podobieństwo do doliny leżącej między górą Hermon a górą Tabor w Palestynie i nazwał nowo ujrzane terytorium Endor.
Inna wersja wyprowadza nazwę państwa od hiszpańskiego „ando” (wysoki) i „oro” (złoto, żelazo). Nazwa może pochodzić od celtyckich wyrazów „an” (wiatr) i „dor” (brama), co oznacza „brama wiatrów”. Trzecia etymologia nawiązuje do wyrazu „andar”, po hiszpańsku chodzić, wędrować, przemieszczać się.

## Demografia

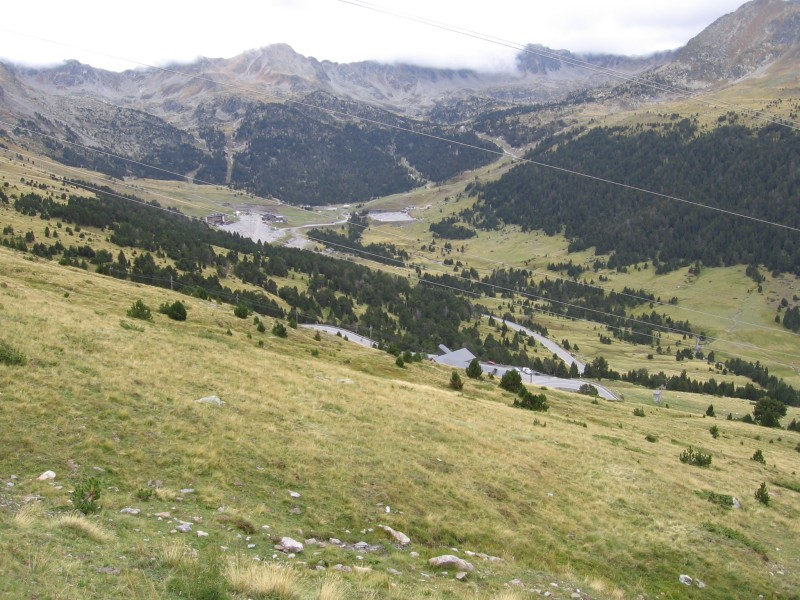
Okolice granicy francuskiej

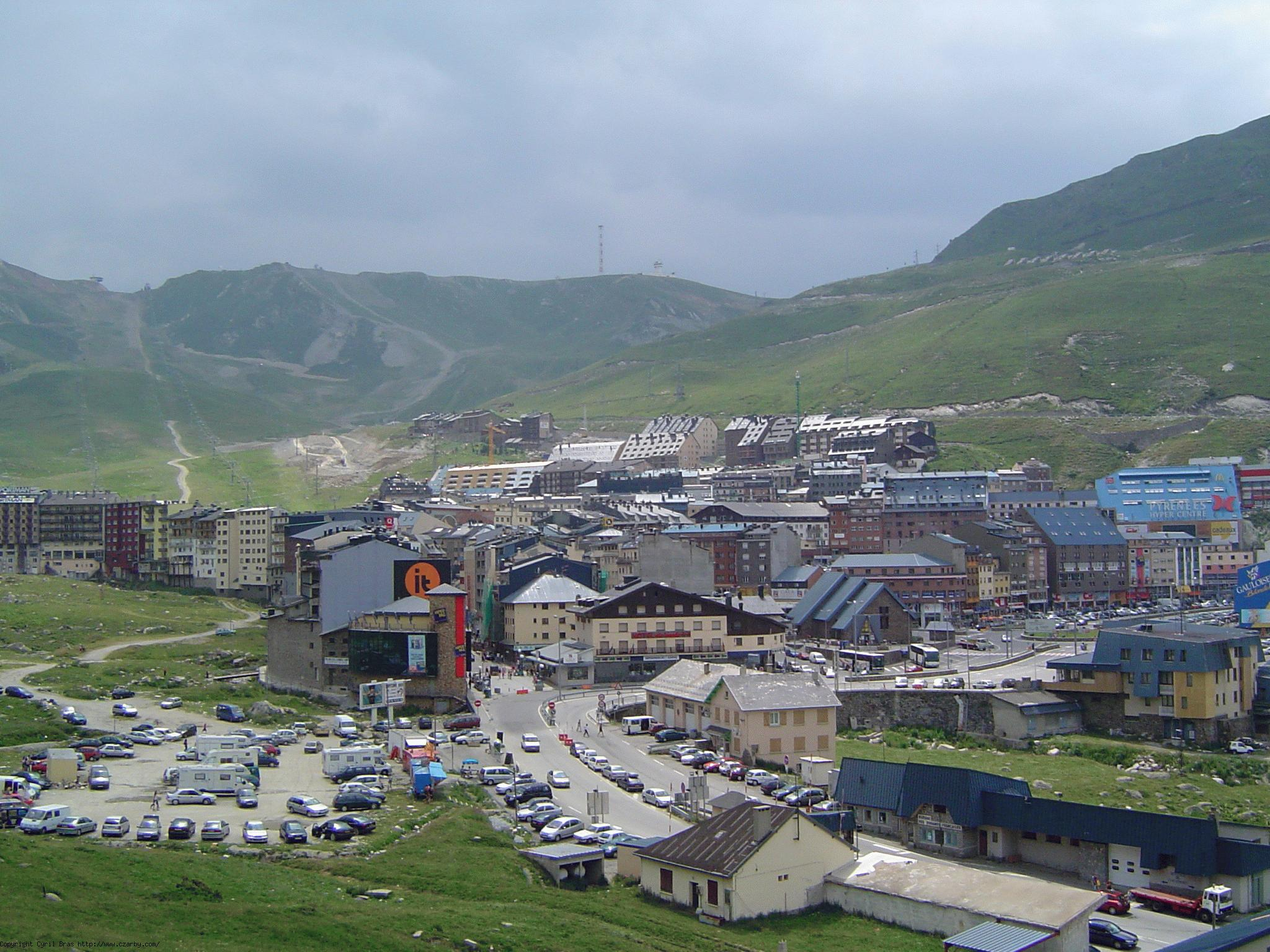
Andora: Pas de la Casa na granicy z Francją

Jeszcze w połowie lat 70. XX w. Andora liczyła zaledwie 22 tysiące mieszkańców, niemal w całości andorskich Katalończyków. Gwałtowne przemiany gospodarcze i rozwój turystyki spowodował znaczny napływ imigrantów, którzy w 2002 roku stanowili aż 62% mieszkańców, z czego 26 tys. Hiszpanów, ponad 7 tys. Portugalczyków, 4,3 tys. Francuzów. Współcześnie (stan na 2016 rok) andorscy Katalończycy stanowią liczebną mniejszość w zestawieniu z pozostałymi grupami narodowymi razem wziętymi. Średnia gęstość zaludnienia wynosi około 150 osób na km², ale zasadnicza część ludności skupia się w dolinie rzeki Envaliry, gdzie leży stolica. Większość ludności jest wyznania rzymskokatolickiego. Główne zajęcia mieszkańców to obsługa ruchu turystycznego, handel i praca w szybko rozwijającej się bankowości. Tradycyjne zajęcia, jak rękodzielnictwo czy rolnictwo, mają obecnie bardzo małe znaczenie.
Językiem urzędowym jest kataloński, jednak według danych z 2018 roku, jest on językiem ojczystym dla 35,7% Andorczyków, podczas gdy hiszpański jako język ojczysty zadeklarowało 43,2% mieszkańców. Ponadto dla 17,1% populacji językiem ojczystym był portugalski, a dla 8,9% – francuski.
| Narodowość            | % całej populacji |
| --------------------- | ----------------- |
| Andorscy Katalończycy | 36,2%             |
| Hiszpanie             | 30,4%             |
| Portugalczycy         | 15,9%             |
| Francuzi              | 5,8%              |
| inni                  | 11,7%             |

### Liczba mieszkańców
Liczba ludności w latach 1947–2016:

## Religia
- chrześcijaństwo – 90%:
  - katolicyzm – 85%
  - protestantyzm i niezależne kościoły – 0,3%
  - inni chrześcijanie – 4,7%
- niereligijni – 7,8%
- islam – 0,8%
- inne religie – 0,5%
- hinduizm – 0,4%
- Świadkowie Jehowy – 0,21%
- tradycyjne religie – 0,2%

Źródło: Joshua Project, 2010.

## Ustrój polityczny
Zgodnie z konstytucją z 1993 r. Andora jest określona jako niezależne, demokratyczne, parlamentarne współksięstwo. Głową państwa są dwaj współksiążęta: każdy kolejny biskup katalońskiej diecezji Urgel oraz każdy kolejny prezydent Francji. Pełnią funkcje reprezentacyjne i mają prawo weta wobec międzynarodowych traktatów. Władza ustawodawcza należy do 28-osobowego parlamentu – Rady Generalnej, w którym jedna połowa posłów wybierana jest z listy krajowej, a druga z siedmiu dwumandatowych okręgów wyborczych. Władzę wykonawczą sprawuje powoływany przez parlament i stojący na czele rządu premier. Do 1992 r. obowiązywał zakaz działalności partii politycznych.

## Gospodarka
Do lat siedemdziesiątych XX w. Andora była ubogim krajem pasterskim z dość dobrze rozwiniętym rękodzielnictwem. Działania podjęte od początku lat 90. w ciągu ćwierćwiecza zmieniły zasadniczo strukturę gospodarczo-społeczną tego minipaństwa. Do kraju napłynęło ponad 30 tys. imigrantów, zatrudnionych głównie w obsłudze żywiołowo rozwijającego się ruchu turystycznego i finansach. Aż 80% PKB stanowią wpływy z turystyki, w tym z handlu towarami, na które państwo wcale lub prawie wcale nie nakłada podatków, głównie paliwem, alkoholami i wyrobami tytoniowymi – każdego roku Andora jest odwiedzana przez 9 milionów turystów. Dzięki korzystnym prawom fiskalnym i celnym Andora ma opinię raju podatkowego, co wspomaga rozwój banków i skłania zagranicznych przedsiębiorców do zakładania tam swoich siedzib. Przemysł jest rozwinięty słabo, głównie wydobycie surowców naturalnych (ruda żelaza, ołów, marmur, granit). Rolnictwo, ze względu na brak ziemi ornej, to prawie wyłącznie hodowla owiec i bydła domowego, z czym związana jest wytwórczość odzieży, produkcja galanterii skórzanej i biżuterii oraz pamiątkarstwo. Sieć drogowa obejmuje 380 km znakomitych dróg powiązanych z siecią państw ościennych. Bilans handlowy jest wybitnie ujemny. W 2002 wyeksportowano towarów za 111 mln euro, zaś sprowadzono za 1,2 mld euro. PKB w tym samym roku wyniósł 1,3 mld euro, czyli około 20 tys. na mieszkańca.

## Transport
Andora nie posiada transportu kolejowego ani lotniska, ale ma bardzo dobrze rozwiniętą sieć dróg i prywatnych linii autobusowych. Podróż samochodem z Barcelony do Andory zajmuje około 3 godzin.
Istnieje natomiast transport powietrzny oparty głównie na śmigłowcach. Komercyjne lądowiska znajdują się m.in. w La Massana, Arinsal i Escaldes-Engordany.

## Kultura

### Muzyka
W Escaldes-Engordany odbywa się co roku międzynarodowy festiwal jazzowy, na którym występowali m.in. Miles Davis, Fats Domino czy B.B. King.
W 2004 roku Andora zadebiutowała w Konkursie Piosenki Eurowizji. Reprezentantką kraju została Marta Roure z piosenką „Jugarem a estimar-nos”, jednak odpadła w półfinale, zajmując 18. miejsce z 12 punktami (od Hiszpanii).
Z Andory pochodzi progresywno deathmetalowy zespół Persefone.

### Sport
Sportem narodowym Andory jest narciarstwo, które 29 listopada 1965 zostało uznane „sportem o znaczeniu narodowym”, jednak w ostatnich latach coraz większą popularnością cieszy się też piłka nożna. W 1971 roku założono Komitet Olimpijski Andory, który w 1975 roku został członkiem Międzynarodowego Komitetu Olimpijskiego, a rok później państwo zadebiutowało na igrzyskach olimpijskich, zarówno letnich, jak i zimowych.

## Turystyka
W 2018 roku Andorę odwiedziło 8,33 miliona turystów, głównie z Hiszpanii i Francji. W pirenejskim państwie znajduje się jeden obiekt z listy światowego dziedzictwa UNESCO – dolina Madriu-Perafita-Claror. Andora jest także celem turystyki narciarskiej – znajdują się tam trzy ośrodki narciarskie: Grandvalira, Vallnord i Naturlandia. Łączna długość tras wynosi 318 km. W 2019 roku na terytorium państwa znajdowało się ok. 3 tys. obiektów noclegowych, w tym 173 hotele.
W Księstwie ma swoją siedzibę kilkanaście muzeów. W 2018 roku odwiedziło je łącznie 194 456 osób. Najczęściej odwiedzane były Casa de la Vall, Museu del Tabac i Museu Carmen Thyssen.

## Armia i nakaz posiadania broni
W czasach obecnych (od reformy w 1934 roku) armia Andory to kilkunastu ochotników w kompanii reprezentacyjnej. Poza tym wszyscy mieszkańcy (przede wszystkim mężczyźni) w wieku produkcyjnym traktowani są jako rezerwiści. Obrona Księstwa Andory jest obowiązkiem Francji i Hiszpanii.
Zgodnie z prawem Andory na wypadek wojny w każdym domu musi być co najmniej jeden karabin. Jeśli właściciel domu nie posiada własnej broni, policja dostarcza ją z zapasów państwowych.